# 南威
南威，或稱南之威，中國春秋時代楚國的美女。春秋五霸之一的晉文公的妻妾之一。南威之美與百年後的西施齊名。

## 南威之容
周襄王十五年(魯僖公二十三年、楚成公三十五年,前637年），晉文公曾經獲得南威，被其美色迷住，以致三日不上朝辦事。後來晉文公自覺省悟，恐怕自己會沉淪聲色，於是從此不再接近南威。原文如下：「晉文公得南之威，三日不聽朝，遂推南之威而遠之，曰：『後世必有以色亡其國者。』……左白台而右閭須，南威之美也。」（《戰國策·魏策二》）南威於後世成為古代美女的代名詞之一。

## 後世記載
- 唐代舒元輿《牡丹賦》：「西子南威，洛神湘娥，或倚或扶，朱顏已酡。」
- 由南朝梁武帝長子蕭統等人所編集的《昭明文選》中，載有三國曹植的作品《七啟》，詩中有「南威為之解顏，西施為之巧笑」之句，證明在魏晉時期，南威是美名足以與西施並列的女子。另外，《文選》所載曹植《與楊德祖書》，當中亦有：「蓋有南威之容，乃可以論其淑媛。」同樣著重表現南威的過人美貌。
- 晉代葛洪《抱朴子·論仙》載：「不可以無鹽宿瘤之醜，而謂在昔無南威西施之美。」《抱朴子·外篇·尚博》：「廄馬千駟，而騏驥有邈群之價；美人萬計，而威施有超世之容。」《抱朴子·外篇·博喻》中又有：「南威青琴，姣冶之極。」「威施之艷，粉黛無以加，二至之氣，吹噓不能增。」
- 北齊魏收所作樂府《齊瑟行·美女篇》：「居然陋西子，定可比南威。」
- 陳朝陳後主所作樂府《日出東南隅行》：「重輪上瑞暉，西北照南威。南威年二八，開牖敞重闈。當壚送客去，上苑逐春歸。鬢下珠勝月，窗前雲帶衣。紅裙結未解，綠綺自難徽。」
- 唐代盧仝《與馬異結交詩》：「買得西施南威一雙婢，此婢嬌饒惱殺人。」
- 唐代聶夷中《公子行》：「美人盡如月，南威莫能匹。」
- 唐代羅隱《庭花》：「南威病不起，西子老兼至。」
- 唐代徐鉉《寄鍾謨》：「假中西閣應無事，筵上南威幸有情。」
- 唐代李咸用《巫山高》：「西眉南臉人中美，或者皆聞無所利。」
- 元代脫脫《宋史·儒林列傳·真德秀傳》：「敬者，德之眾，儀狄之酒，南威之色，盤游弋射之娛，禽獸狗馬之玩，有一於此，皆足害敬。」
- 《三遂平妖傳·第三十五回》：「看了趙無瑕，真個比花解語，比玉生香，吳宮西子不如，楚國南威遠遜。」
- 《今古奇觀·第十五卷》贊弄珠兒詞曰：「目如秋水，眉似遠山，小口櫻桃，細腰楊柳。妖豔不數太真，輕盈勝如飛燕，恍疑仙女臨凡世，西子南威總不如。」
- 明代沈明臣《瓊樓》：「天上瓊樓十二闌，莫將容易比人間。風生漢帝延涼殿，日落吳王銷夏灣。羽磬遙浮瀛海至，鳳笙輕度緱雲間。南威在御西施醉，先卷珠簾待月還。」
- 清代和邦額《夜譚隨錄·蘇仲芬》載：「女不答，但嗤嗤笑之以鼻，款步而入，秋波流慧，嬌媚可憐，竊意西子、南威，不是過也。」
- 清代周濟《介存齋論詞雜著》：「譬如匡廬衡嶽，殊體而並勝；南威西施，別態而同妍矣。」
- 清代言情小說《玉梨魂·第十四章》：「西子、南威無恙，不足動其心，則其決不能以愛梨娘這心，移以受筠倩也。」
- 饒玉成《皇朝經世文續編·卷五》：「西子南威，鳥見之而飛，獸見之而走，魚見之而下入，不知其色之豔也。」
- 粵曲《多情燕子歸》：「紫雲衾，半覆佳人體，正比海棠春睡，貌勝西子南威。」

## 其它解釋
- 「南威」亦是橄欖的別名。